# مديرية الديس الشرقية
الديس الشرقية هي مدينة ومركز مديرية الديس في شرق محافظة حضرموت اليمنية ، بلغ تعداد سكانها 58200 نسمه حسب الإحصاء الذي أجري عام 2004.

## الموقع
تقع شرق محافظة حضرموت على بعد 120 كم شرق مدينة المكلا، في محيطها يقع ميناء شرمة الموغل في القدم وميناء خلفة وميناءالقرن وراس باغشوه ويوجد فيها أكثر من 50 حصناً. وكذلك يوجد فيها أكثر من اثنين ثمانين مسجداً أكبرها المسجد الجامع الذي تاسس قبل عدة قرون واخر تجديد له 1386ه.

## معالم الديس

### الحصون
يوجد فيها ما يقارب الخمسين حصنا من أشهرها حصن البلاد والعيينة والغارق والصيق والتحتي والخليف.

#### حصن البلاد
ويسمى أيضاً حصن الدولة ويوجد في قلب المدينة تم بناؤه ماقبل عام 1722 ويعتبر مركز الحكم في المدينة قبل الاستقلال ومقر إقامة حاكم البلاد (القائم)، وهو ما يعادل المأمور في الوقت الحاضر، كما يوجد فيه أيضاً مقر قاضي البلاد، وهو أيضاً مكان للقاءات والمناسبات والاجتماعات الرسمية إلى فترة قريبة، ونتيجة للإهمال انهار الجزء الخلفي منه وقد تم ترميمه ليصبح متحفاً شعبياً يضم بعض الآثار القديمة للمدينة.

### قصر ابن الشيخ
ويقال له أيضا الحصن الدويل ويقع في الجهة الجنوبية للمدينة على تله متوسطة الارتفاع وقد بني من ثلاثه طوابق بأسلوب فريد جميل وعسكري في نفس الوقت ويعود تاريخه لاكثر من سبعة قرون ويعتقد أن الذي بناه ال بلحاف الدين حكموا ساحل حضرموت في القرن السابع للهجره، ونتيجه للإهمال انهارت أجزاء كثيرة من أسقفه العلوية، ويوجد إلى جانب القصر مسجد صغير جميل باربعة قباب غايه في الروعة وبجانبه بئر مدفونه ونخيل ومزارع لاكنها ميته للاسف من الإهمال وقلة الماء.

## قلعة الجلادي
قلعة الجلادي او مايسمى حصن الجلادي تقع في السوق القديم وكانت مركز الحكم قديماً(ماقبل امارة ال كساد) والذي يعود تاريخ بنائها الى القرن الحادي عشر الميلادي وتقع على مساحة 3800 متر مربع وارتفاع 20 متر وعندما انهار الجز الشرقي حول الى سوق السمك(ماركيت الخصار) وتم تحويل مابقي الى دكاكين ومحلات .

### المياه المعدنية
الينابيع الساخنة والعلاجية التي يرتادها الزوار من داخل البلاد وخارجها للاستشفاء بعناصرها، من أهم ملامح هذه العروس المسماة الديس. وقد ذكرت دراسة (عثمان 1989) أن أكاديمية الطب في جمهورية بلغاريا قامت بتحليل عينة من مياه العيون المعدنية المنتشرة في ضواحي المدينة، وأكدت نتائج التحليل قيمتها العلاجية العالية، ومن أشهر هذه العيون (ثوبان والصيق وصويبر وصنعه) غير أن انخفاض منسوب المياه في هذه العيون أمر يثير القلق ويبعث على الحيرة من أمر الجهات الرسمية في الوزارات ذات الاختصاص كوزارة الصحة والسكان ووزارة الموارد المائية.

### البحر
لمدينة الديس نوافذها البحرية ففي محيطها تقع موانئ (شرمة والقرن وخلفه وراس باغشوة) وهي هبة الخالق لعبادة في تلك الواحة، ولأن الحديث يطول عن عشق الديس للبحر وعن تاريخ تلك الموانئ ودورها المحلي والوطني، سنكتفي بحديث موجز عن ميناء شرمة.

### ميناء شرمة
يتميز ساحل شرمة بجمال أخاذ يضاهي أجمل شواطئ الدنيا. كما يتميز بوجود السلاحف النادرة التي تضع بيضها في رماله الفضية، وشرمة ميناء موغل في تاريخه ذكره الاغريق في كتبهم بصحيح الاسم، وقد ذكر الغرابي (2001) أن بعثة فرنسية اكتشفت وجود مدينة اثرية تحتوي على بعض المعالم الأثرية التي يعود تاريخها إلى ما قبل 1400 سنة، وهي عبارة عن مجموعة من المنازل (65) منزلاً تقريباً وسور طوله (49) متراً ومحراب مسجد.

## التراث البحري
لأجدادنا في الديس الفيحاء تراث بحري لا يقدر بثمن، ويحتاج وحده إلى العديد من الدراسات والبحوث، وفي هذا المجال أعد الأستاذ عمر عبد الرحمن المقدي المكنى بأبي هند دراسة أشار فيها إلى أن أبناء الديس الشرقية أصحاب باع من الوزن الثقيل في علاقتهم بالبحر والملاحة، وكان منهم النواخيذ الفطاحل الذين جابوا البحار شرقاً وغربا وهم يزيدون عن (122) ناخوذة، بعضهم درس في الخارج وعمل على قيادة بواخر حديثة. كما تتعرض دراسة المقدي إلى دور أبناء الديس في صناعة السفن وتجهيزها وصيانتها وقوانين تسييرها...إلخ، كما أشارت الدراسة إلى اعرق العائلات الديسية المشتغلة في صناعة السفن. وقد تميزت دراسة المقدي بغزارة معلوماتها وسعة حدودها القطاعية على مستوى المضمون والمكان، حيث شملت إلى جانب الديس مناطق أخرى.

## السكان
ُُُُيقدر سكان مدينة الديس الشرقية بحوالي 53800 نسمة حسب الإحصاء الذي أجري عام 2004، وهم في غالبيتهم حضارم عرب ويوجد قليل من أصول أخرى يعيشون في توافق تام وهم مسلمون سنة مائة بالمئة والديس الشرقه تتميز بطابع فريد في وجباتها وماكولاتها المختلفة والمتنوعة فنجد ان سكانها يجعل من الكبسة وجبة رئيسية كبقية مدن وقرى حضرموت، إلا أن هناك وجبات رئيسية أخرى تتكون من الرز أيضا مثل الصيادية والبرياني، وكذلك من الخبز والبراوطه وهناك اكلات أخرى مثل الباخمري والشوربة الحضرمية والدجر،
صانونة الخضار والمندي والمضبي وفي الحلويات فهي تتميز بـ الحلوى السوداءوالحمراءوالمجلجل وغيرها..وتتميز بوجد مزارع جوز الهند(الكزاب)التي تنج الخل الديسي بالإضافة إلى النخيل والبيدان والليمون(الليم) والباباي والجوافه وغيرها.ُُُ

## مناطق في الديس
- مدينة الديس عاصمة مديرية الديس وتوجد فيها أحياء الثورة (السوق، رقة ياسين، رقة فرحان، حافة النايلون) والشهداء (القويرة، رقة القويرة، العليب، حافة الحضارم) والصيادين (الخلة) والجول والغيضة والرجيدة وقارة الرجيدة والعارة وهبورك والحدبة والصبر والواسطة والغريفة والغريفة العليا وجول الغريفة والمكبن وتويثنات وقارة الدنيا.
- منطقة القرن الساحلية وهي ميناء مدينة الديس القديم.
- منطقة صويبر وثوبان توجد بهما عيون كبريتية للعلاج.
- منطقة شرمة الساحلية السياحية
- منطقة مول الليمة
- منطقة مقرة الساحلية ويوجد بها مملاح
- منطقة حلفون
- منطقة يظغط
- منطقة المعيملة
- منطقة جثمون

## محطات هامه من تاريخ الديس
- (813 ه) = أخذ ابن فارس قرية آل بلحاف وإخراج أهلها منها.
- (836 ه) = هزيمة الحملة الرسولية في وادى بلحاف ومقتل عدد من الجنود ودخول الشيخ سعد بادجانه الأنصاري فاتحا منتصرا.
- (923 ه) = في جماد كانت هزيمت جيش السلطان الكثيري على مشارف وادي بلحاف.
- (1123 ه) = استيلاء آل كثير على مدينة الديس الشرقية ودخوله حصن الجلادي.
- (1888م - 1306 ه) = كان هجوم ومحاصرة قبايل الحموم للمدينة وقطع مياه الشرب عنهما وهجومهم على جمرك ميناء القرن وانتهى الحصار بإطلاق سراح المعتقليين لدى السلطات الحكومية.
- (1925 م - 1344 ه) = كانت دخله الديس المشهورة والتي بدات بكمين اسنهدف مفرزه من القوات الحكومية شبه النظاميه أعقبه هجوم على المدينة وانتهى باستسلام افراد الحامية الحكومية واستمرت هذه الأحداث خمسة أيام.
- (1352ه - 1932م) = تم افتتاح أول مدرسة ابتدائية نظامية وكان الشيخ الصالح - سعيد عبد الله بحاح دور كبير في نشر الفكر الإصلاحي وقاد هذا الشيخ أول مظاهرة شهدتها المدينة تأييد للرئيس الراحل - جمال عبد الناصر - في الخمسينات.
- (1359ه - 1939م) =إنشاء نادي الإخاء والمعاونة من مؤسسيه القاضي العلامة الراحل الشيخ محمد عمر العماري والأديب الراحل الشيخ سعيد عبد الله بحاح الذي استضاف النادي بالديس الشرقية نخبه من ادباء وكتاب علي راسهم الكاتب الاديب المعروف علي أحمد باكثير والمؤرخ صلاح البكري والسلطان العلامة صالح بن غالب القعيطي.
- (1952 م) = انشئت الانديه الرياضية الاجتماعية نادي الفوز والشباب ونادي الأهلي وتم دمجهم فيما بعد باسم نادي اتحاد الشبيبة(1969).

## أعلام من الديس الشرقية
- خالد محفوظ بحاح، رئس الوزراء اليمني السابق، من أهالي ومواليد الديس الشرقية.[2]
- عبد الرزاق قرنح، روائي وأديب حاصل على جائزة نوبل للآداب 2021، من مواليد زنجبار لأبوين مهاجرين من أهالي الديس الشرقية.[3][4]